# Blechnum anthracinum
Blechnum anthracinum là một loài dương xỉ trong họ Blechnaceae. Loài này được R.C. Moran mô tả khoa học đầu tiên năm 1992.